# Gawliki Wielkie (gromada)
Gawliki Wielkie – dawna gromada, czyli najmniejsza jednostka podziału terytorialnego Polskiej Rzeczypospolitej Ludowej w latach 1954–1972.
Gromady, z gromadzkimi radami narodowymi (GRN) jako organami władzy najniższego stopnia na wsi, funkcjonowały od reformy reorganizującej administrację wiejską przeprowadzonej jesienią 1954 do momentu ich zniesienia z dniem 1 stycznia 1973, tym samym wypierając organizację gminną w latach 1954–1972.
Gromadę Gawliki Wielkie z siedzibą GRN w Gawlikach Wielkich utworzono – jako jedną z 8759 gromad na obszarze Polski – w powiecie giżyckim w woj. olsztyńskim na mocy uchwały nr 13 WRN w Olsztynie z dnia 4 października 1954. W skład jednostki weszły obszary dotychczasowych gromad Czarnówka, Gawliki Wielkie, Grądzkie, Lipowo, Orłowo i Szczybały Orłowskie ze zniesionej gminy Wydminy w powiecie giżyckim w woj. olsztyńskim, a także kompleks lasu o powierzchni 451,90 ha, położonego w granicach Leśnictwa Orłowo w powiecie oleckim w woj. białostockim. Dla gromady ustalono 16 członków gromadzkiej rady narodowej.
Gromada przetrwała do końca 1972 roku, czyli do kolejnej reformy gminnej.